# Цехново
Цехново (пол. Ciechnowo) — село в Польщі, у гміні Славобоже Свідвинського повіту Західнопоморського воєводства.
Населення — 67 осіб (2011).

## Демографія
Демографічна структура станом на 31 березня 2011 року:
|          | Загалом | Допрацездатний вік | Працездатний вік | Постпрацездатний вік |
| -------- | ------- | ------------------ | ---------------- | -------------------- |
| Чоловіки | 33      | 6                  | 21               | 6                    |
| Жінки    | 34      | 5                  | 18               | 11                   |
| Разом    | 67      | 11                 | 39               | 17                   |